# Gaspard II. de Coligny
Gaspard de Coligny, gospod Châtillonski, je bil francoski plemič, admiral in hugenotski voditelj med francoskimi verskimi vojnami, * 16. februar 1519, Châtillon-Coligny|Châtillon-sur-Loing, Loiret, † 24. avgust 1572, Pariz.
Med francosko-italijanskimi vojnami je služil pod kraljema Francem I. in Henrikom II. Zaradi svojih vojaških veščin in sorodstva s kraljevim ljubljencem Annejem de Montmorencyjem je dosegel velik ugled. Med vladavino Franca II. se je spreobrnil v protestantizem in postal vodilni plemiški zagovornik reformacije v zgodnji vladavini Karla IX.
Z izbruhom prve francoske verske leta 1562 se je Coligny pridružil hugenotom v njihovem boju proti francoski kroni. V prvih dveh verskih vojnah je služil kot poročnik Ludvika, princa Condéjskega, po Condéjevi smrti med tretjo versko vojno pa je postal de facto vodja hugenotske vojske. Zaradi obtožb atentatorja na katoliškega vojvodo Françoisa Guiškega, ga je vplivna družina Guise leta 1563  obtožila odgovornosti za atentat in ga poskušala umoriti. Coligny je bil umorjen na začetku pokola hugenotov v Šentjernejski noči leta 1572  po ukazu Françoisovega sina Henrika I. Guiškega.

## Življenje
Leta 1537 je bil mladi Coligny uveden na dvor kralja Franca I., kjer se je kmalu spoprijateljil z mladim vojvodom Françoisom de Guiseom. Leta 1543 sta spremljala kralja med vojno s Karlom V. Coligny je je kmalu vstopil v redno francosko vojsko. Tam je pritegnil pozornost s svojo možatostjo in talentom, pa tudi s sposobnostjo discipliniraja vojske. Med vojno s cesarjem Karlom V. in Anglijo je Coligny pokazal sposobnost tudi na diplomatskem področju in pripravil uspeh v pogajanjih Françoisa de Boulogna.
S činom admirala je od leta 1552 sodeloval v vojni z Loreno, kjer je pomagal osvojiti tri škofije in zmagati pri Rentyju. Zmaga je bila vzrok za razdor z Guiseom, ki je želel sebi pripisati zasluge zanjo. Coligny je bil še posebej znan pri obrambi trdnjave Saint Canten (1557), kjer so ga zajeli Španci. V ujetništvu je preživel dve leti.
V tem obdobju se je zaradi branja Svetega pisma in dopisovanja z bratom D'Andelom Colignyjem pridružil reformirani cerkvi in nazadnje sprejel kalvinizem, v katerega je prepričal tudi svojo ženo. Leta 1560 se je odkrito razglasil za hugenota in prosil kralja za reforme v korist hugenotov.  Med prvo francosko versko vojno je bil Coligny leta 1562 pomočnik hugenotskega voditelja Louisa Bourbonskega, princa de Condéja. Po bitki pri Dreuxu, v kateri je bil Condé ujet, je Coligny prevzel poveljstvo. Vojna se konča z Amboiškim mirom.
Leta 1567 so se hugenoti znova uprli in uspešno vodili vojno zahvaljujoč spretni strategiji Condéja in Colignyja, ki sta hitro zavzela trdnjave okoli Pariza in Saint-Denisa. V vseh verskih vojnah je aktivno sodeloval in postajal vse bolj sovražen do katoličanov in hiše Guise. Bil je pomembna osebnost v bitkah pri Jarnacu in Montcontourju (1569)
in osebno izpogajal hugenotom prijazen Saint-Germainski mir, sklenjen leta  1570. Coligny se je zbližal s kraljem Karlom IX., ki je nameraval preko admirala pridobiti evropske reformiste in Nizozemsko priključiti k Franciji.
Katarina Medičejska je v zbliževanju kralja in admirala videla nevarnost za svojo oblast in izvedla več poskusov atentata nanj. Ko se je Coligny 22. avgusta 1572 iz Louvra vračal domov, ga je atentator Morvel ustrelil, vendar ga je samo ranil. Ubit je bil v Šentjernejski noči 24. avgusta 1572 kot ena prvih hugenotskih žrtev.
Coligny je v svoji oporoki zapisal: "Z veseljem bi pozabil vse, kar zadeva mene osebno - poškodbe, žalitve, ogorčenja, zaplembo mojega posestva - pod pogojem, da sta zagotovljena Božja slava in javni mir."

## Soprogi in otroci
S svojo prvo ženo Charlotte de Laval (1530–1568) je imel tri otroke:
- Ludviko,[6] poročeno prvič s Karlom de Télignyjem in drugič z Viljemom Tihim, prince Oranjskim,
- Franca, admirala,[6][7] in
- Karla (1564–1632), markiza d'Andelotskega in generalpolkovnika Šampanje.

Z drugo ženo, Jacqueline de Montbel d'Entremont (1541–1588), je imel hčerko
- Beatrice, grofico d'Entremontsko.

## Vira
- Chisholm, Hugh, ur. (1911). "Coligny, Gaspard de". Encyclopædia Britannica. Vol. 6 (11th ed.). Cambridge University Press. str. 683.
- Walsby, Malcolm (2007). The Counts of Laval: Culture, Patronage and Religion in Fifteenth and Sixteenth-Century France. Ashgate Publishing Limited.